# Primitiu geomètric

Figures geomètriques bàsiques.

L'expressió primitiu geomètric en gràfics d'ordinador i sistemes CAD és utilitzada en diversos sentits, amb el significat comú d'objectes geomètrics bàsics que el sistema pot manejar (dissenyar, emmagatzemar). De vegades les subrutines que dibuixen els objectes corresponents també són anomenades «primitius geomètrics». Els més «primitius» dels primitius són el punt i el segment de línia recta, quins eren tots els gràfics vectorials originals que els sistemes gràfics van tenir.
En la geometria sòlida constructiva, primitius són formes geomètriques senzilles com el cub, cilindre, esfera, con, piràmide o torus.
Sistemes informàtics moderns de gràfics 2D poden operar amb primitius que són línies (segments de línies rectes, cercles i corbes més complicades), així com formes (caixes, polígons arbitraris, cercles).
Un conjunt comú de primitius en dues dimensions inclou línies, punts i polígons, encara que algunes persones prefereixen considerar als triangles primitius, perquè tots els polígons es poden construir des de triangles. Tots els altres elements gràfics són construïts a partir d'aquests primitius. En tres dimensions, els triangles o polígons col·locats en l'espai tridimensional es poden utilitzar com primitius per a modelar formes 3D més complexes. En alguns casos, corbes (com corbes de Bézier, cercles, etc.) es poden ser considerades primitius; en altres casos, les corbes són formes complexes creades de moltes formes rectes, primitives.

## Components

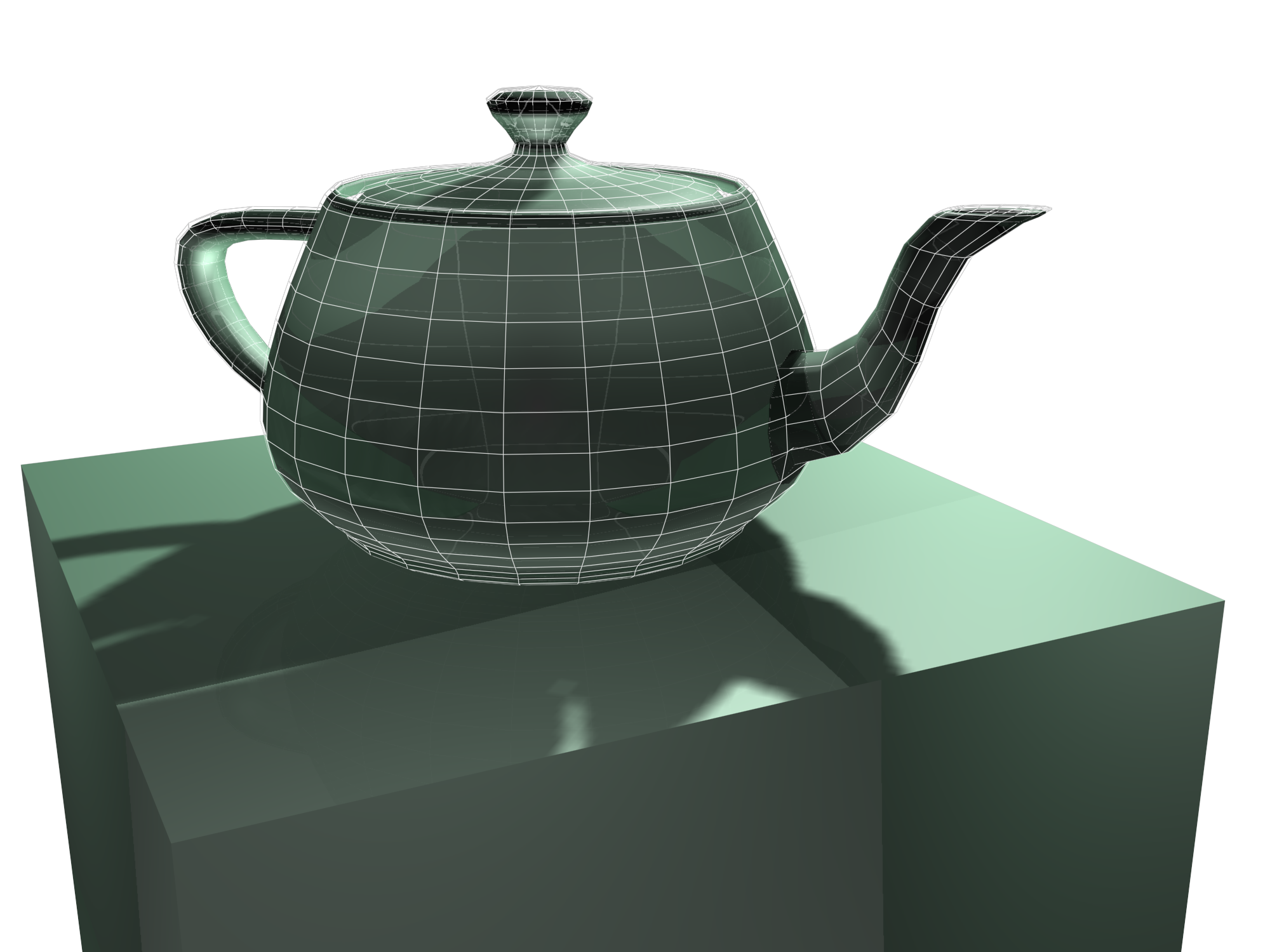
Tetera de Utah a 3D Studio Max.

Primitius geomètrics generalment utilitzats inclouen:
- punt
- línies i segments de recta
- plans
- cercles i el·lipses
- triangles i altres polígons
- corbes spline

Cal tenir en compte que en aplicacions 3D altres formes geomètriques bàsiques són considerades primitives, en comptes de la llista a dalt. Tals formes inclouen:
- esferes
- cubs o caixes
- toroides
- cilindres
- piràmides
- teteres

Aquestes formes són considerades primitives en modelat 3D perquè són els blocs de construcció per a moltes altres formes. Un paquet 3D també pot incloure una llista de primitius estesos, els quals són formes més complexes que acompanyen el paquet. Per exemple, una tetera és llistada com primitiva en el 3D Studio Max.